# Santiago (Gemeinde)
Santiago ist eine Gemeinde der Región Metropolitana de Santiago (Metropolregion Santiago) in Zentralchile mit 404.495 Einwohnern (2017). Sie ist die zentrale Gemeinde der Provinz Santiago, die im Zentrum der Metropolregion liegt. Sie wird auch als Santiago Centro (Stadtzentrum von Santiago) bezeichnet, um sie von der Gesamtmetropole Santiago de Chile zu unterscheiden, die neben der Gemeinde Santiago noch weitere 36 Gemeinden umfasst.

## Geschichte
Die Stadt Santiago wurde am 12. Februar 1541 als Santiago de la Nueva Extremadura von Pedro de Valdivia gegründet. Sie ist offiziell die Provinz-, Regional- und Nationalhauptstadt. Die Gemeinde umfasst den ältesten Teil der Stadt, der von alten Eisenbahnlinien umschlossen ist, einschließlich des Stadtzentrums, und beherbergt alle wichtigen Regierungseinrichtungen, einschließlich des Regierungspalastes La Moneda. Rund um die Plaza de Armas (Hauptplatz), aus kartographischen Gründen als «Kilometer 0» (Fundamentalpunkt) bekannt, war es der Ort, an dem der Bau der Stadt begann. Heute befindet sich hier das Rathausgebäude, das Nationalhistorische Museum, die Metropolitankathedrale, der erzbischöfliche Palast und das Crillón-Gebäude.

## Politik
Die Gemeinde wird von einem Gemeinderat verwaltet, an dessen Spitze ein alle vier Jahre direkt gewählter Bürgermeister steht. Seit 2021 ist die Bürgermeisterin die Kommunistin Irací Hassler.

### Bürgermeister (Auswahl)
- Pablo Zalaquett (2008–2012)
- Carolina Tohá (2012–2016)
- Felipe Alessandri (2016–2021)
- Irací Hassler (seit 2021)

## Demografie
Laut der Volkszählung 2017 lebten in der Gemeinde Santiago 404.495 Personen, davon 206.678 Männer und 197.817 Frauen.

## Persönlichkeiten
- Carolina Tohá (* 1965), Politikerin